# Bloodbrothers
Bloodbrothers is een Amerikaanse dramafilm uit 1978 onder regie van Robert Mulligan. Het scenario is gebaseerd op de gelijknamige roman uit 1976 van de Amerikaanse auteur Richard Price.

## Verhaal
Stony maakt deel uit van een stoere bouwvakkersfamilie uit The Bronx. Hij wil in feite liever leraar worden. Als hij een baantje accepteert op de kinderafdeling van het ziekenhuis, maakt hij zich zorgen over de reactie van zijn gezin.

## Rolverdeling
| Acteur            | Personage         |
| ----------------- | ----------------- |
| Paul Sorvino      | Chubby De Coco    |
| Tony Lo Bianco    | Tommy De Coco     |
| Richard Gere      | Stony De Coco     |
| Lelia Goldoni     | Maria             |
| Yvonne Wilder     | Phyllis           |
| Kenneth McMillan  | Banion            |
| Floyd Levine      | Dokter Harris     |
| Marilu Henner     | Annette           |
| Michael Hershewe  | Albert            |
| Kristine DeBell   | Cheri             |
| Paulene Myers     | Mevrouw Pitt      |
| Gloria LeRoy      | Sylvia            |
| Bruce French      | Paulie            |
| Peter Iacangelo   | Malfie            |
| Kim Milford       | Butler            |
| Robert Englund    | Mott              |
| Raymond Singer    | Jackie            |
| Lila Teigh        | Moeder van Jackie |
| Eddie Jones       | Blackie           |
| Danny Aiello      | Artie             |
| E. Brian Dean     | Brian             |
| Randy Jurgensen   | Randy             |
| Ron McLarty       | Mac               |
| David Berman      | Dave              |
| Robert Costanzo   | Vic               |
| Edwin Owens       | Stan              |
| Tom Signorelli    | Sig               |
| Rockwell          | Tyrone            |
| Jeffrey Jacquet   | Derek             |
| Damu King         | Chili Mac         |
| Jon Cutler        | Vriend van Mott   |
| James Lashly      | Vriend van Mott   |
| Donald Schettino  | Bouwvakker        |
| Vaughn Dimoff     | Bouwvakker        |
| Koko Tani         | Meisje            |
| Frank Bongiorno   | Man               |
| Carl Dubliclay    | Taxichauffeur     |
| Karen Ciral       | Tienermeisje      |
| Tamara Barkley    | Tienermeisje      |
| Pamela Bebermeyer | Tienermeisje      |
| Janet Coleman     | Receptioniste     |
| John Finnegan     | Barman            |
| Bob Harcum        | Agent             |
| David Dozer       | Stamgast          |
| Charles Guardino  | Stamgast          |
| John Furlong      | Stamgast          |
| Chuck Bergansky   | Stamgast          |
| Shay Duffin       | Stamgast          |
| Edward Levy       | Stamgast          |

## Prijzen en nominaties
| Jaar | Prijs  | Categorie               | Genomineerde(n) | Uitslag     |
| ---- | ------ | ----------------------- | --------------- | ----------- |
| 1978 | Oscars | Beste bewerkte scenario | Walter Newman   | Genomineerd |